# Cueva de los Verdes

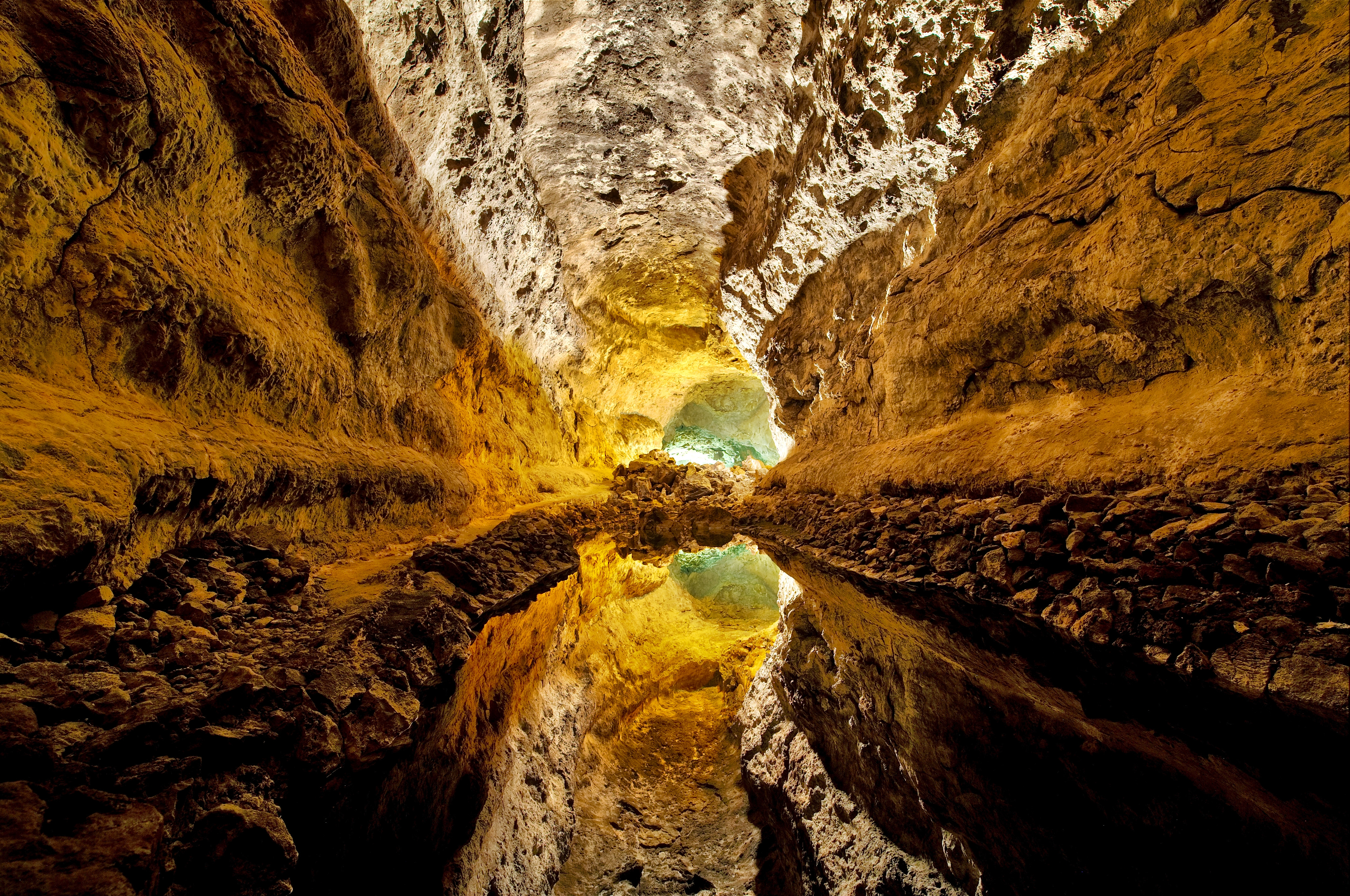
Interior.

La cueva de los Verdes es una estructura volcánica situada en el municipio de Haría, al norte de la isla de Lanzarote, (Canarias, España). Forma parte del tubo volcánico originado por la erupción del volcán de La Corona.

## Formación geológica

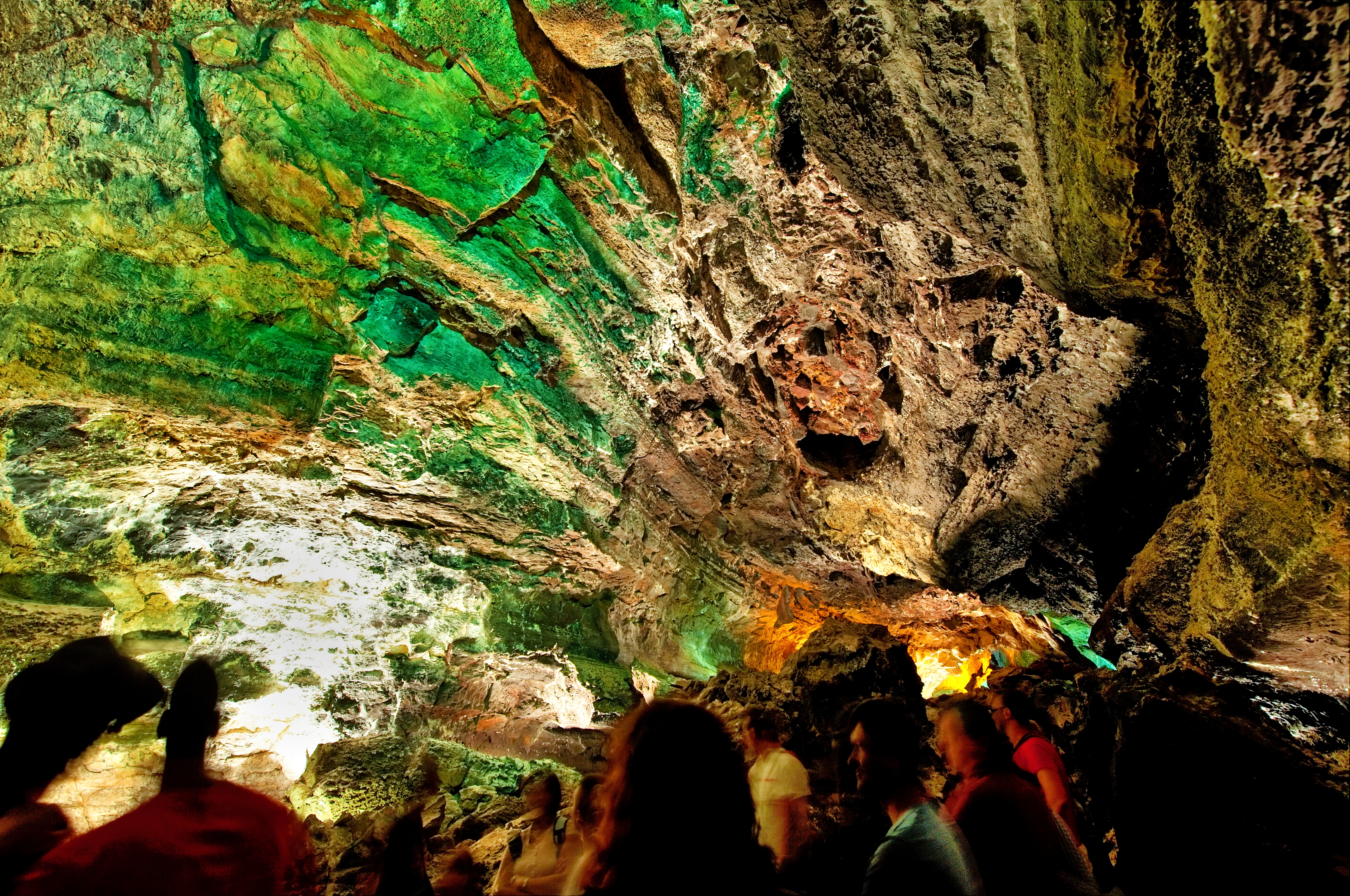
Interior.

El tubo se formó hace aproximadamente 25.000 años (erupción anterior a Timanfaya), cuando las lavas muy fluidas descendieron por debajo de lavas más compactas, creando una gran cavidad alargada.
El tubo tiene una longitud total de siete kilómetros desde el volcán de la Corona hasta la costa, prologándose su recorrido bajo el mar en el conocido como Túnel de la Atlántida durante 1500 metros, siendo así porque el nivel del mar (durante la última glaciación) estaba 80 metros por debajo del nivel actual. En la parte más cercana a la costa de dicho tubo volcánico se sitúan los Jameos del Agua.
La cueva fue utilizada por la población local para refugiarse de los ataques de corsarios berberiscos que periódicamente asolaban la isla, recibiendo el nombre de Cueva de los Verdes, porque la familia Verdes usaba esta cueva como refugio de sus animales y frecuentaban la zona, desde entonces a esta cueva se le conoce como Cueva de los Verdes.

## Intervención arquitectónica

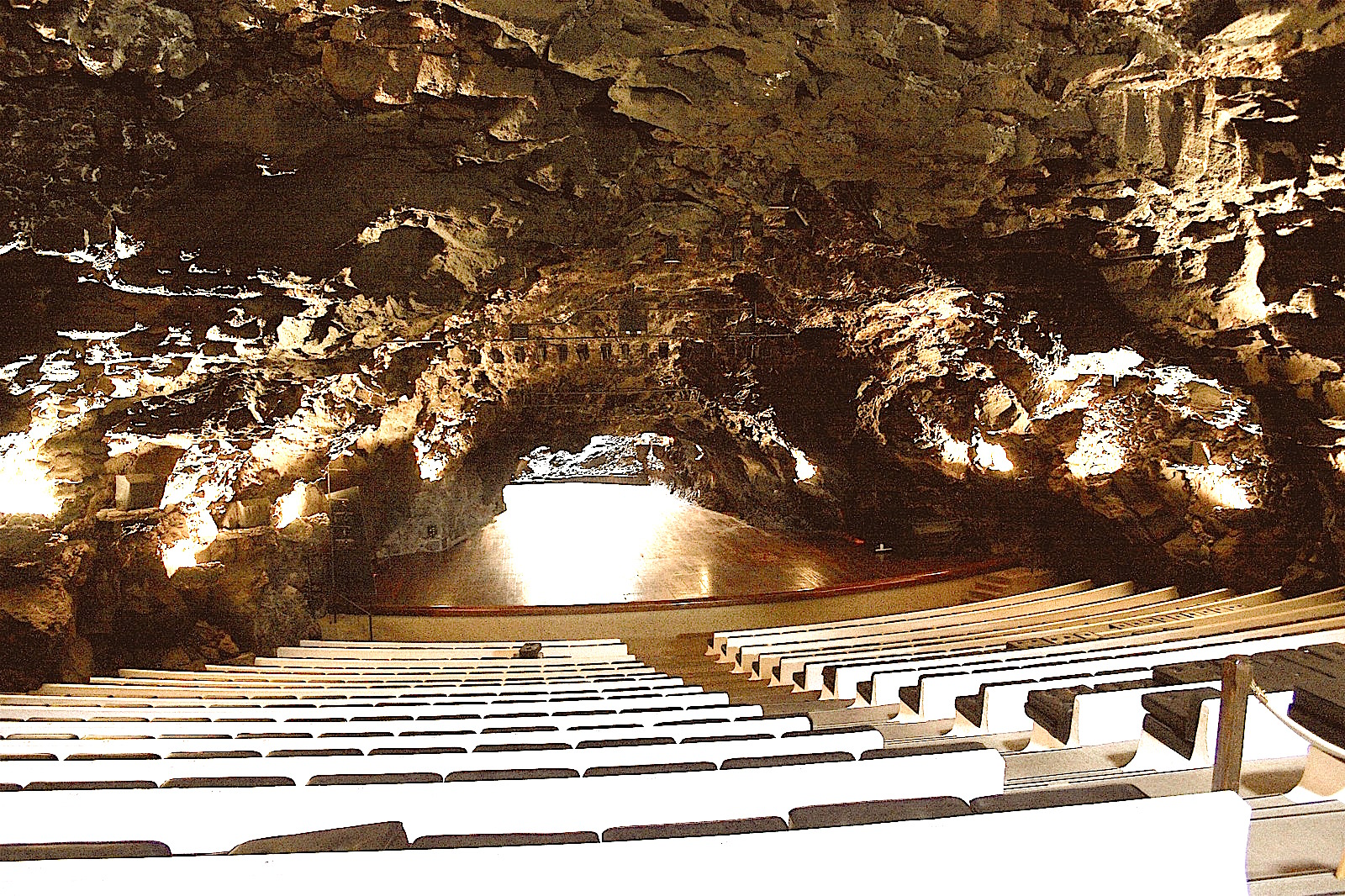
Concierto hall en Jameos Grande.

En el año 1964 se realizaron intervenciones de iluminación en el interior de la gruta para que pudiera ser visitada. Desde entonces forma parte de la red de Centros de Arte, Cultura y Turismo pertenecientes al Cabildo de Lanzarote. En su interior cuenta con un auditorio y rincones denominados como la sala de las estetas, la garganta de la muerte o la puerta mora. También se puede encontrar estafilitos y las líneas que indican los niveles de lava.
En la cueva se encuentra ubicado además el núcleo principal de la estación geodinámica de Lanzarote.

## Protección
La cueva se encuentra dentro del monumento natural de La Corona.